# The Jodimars
The Jodimars waren eine 1955 gegründete US-amerikanische Rock-’n’-Roll-Band.

## Geschichte
Die Band wurde nach einem Gehaltsstreit von Mitgliedern der Bill Haley’s Comets gegründet. Der Name der Gruppe wurde aus den Anfangsbuchstaben der Vornamen der Gründungsmitglieder Joey D’Ambrosio, Dick Richards und Marshall Lytle abgeleitet.
Da Dick Richards entgegen seiner Position bei den Comets hier den Gesang übernahm, wurde Jim Buffington als Schlagzeuger angestellt. Die Band bekam einen Plattenvertrag bei Capitol Records. Die Veröffentlichungen der Gruppe konnten sich nicht in den Charts platzieren, obwohl Well Now Dig This auf Platz 6 der meistverkauften Platten von Capitol Records im November 1955 war. 1956 verließen Buffington und Simpson die Band. Ein neuer Schlagzeuger wurde mit Max Daffner gefunden, der im April 1956 während der von Alan Freed veranstalteten Easter Jubilee of Stars im Brooklyner Paramount Theatre sein Debüt feierte. Während dieser, an zehn Abenden gastierenden Show, spielte zeitweise auch Richards an einem zweiten Schlagzeug. Nach ein paar Abenden wurde die Band gebeten, ihre wilde Bühnenshow etwas abzuschwächen, da der Veranstalter Krawalle bei den jugendlichen Besuchern befürchtete.
Im Mai 1956 traten die Jodimars sowohl in Alan Freeds Fernseh-Show als auch in der von Kate Smith auf. Da es der Gruppe immer noch nicht gelungen war, einen Hit zu landen, nahm sie ein Engagement im Spielcasino Hacienda Lounge in Las Vegas an. Hier trat die Band zeitweise in weißen Gorillakostümen auf. Ihre letzten allabendlichen Auftritte gaben die Jodimars zwischen 1957 und 1958 im Harold’s Club in Reno, nachdem ihr Plattenvertrag bei Capitol nicht verlängert worden war. Bereits Anfang 1958 wurde Daffner gegen einen lokalen Musiker ausgetauscht.
Die letzte Single wurde 1958 bei President Records veröffentlicht.
1959 löste sich die Gruppe auf, um sich 1987 als Bill Haley’s Original Comets wieder zu vereinen und erneut auf Tour zu gehen.
Die Beatles spielten 1963 während einer Aufzeichnung für die BBC den Jodimars-Titel Clarabella ein, der 1994 auf dem Album Live at the BBC veröffentlicht wurde.

## Diskografie
- 1955: Well Now, Dig This / Let’s All Rock Together
- 1956: Dancin’ the Bop / Boom, Boom My Bayou Baby
- 1956: Rattle Shakin’ Daddy / Eat You Heart Out Annie
- 1956: Lot’sa Love / Rattle My Bones
- 1956: Clarabella / Midnight
- 1956: Cloud 99 / Later
- 1956: Rattle Shakin’ Daddy / Eat You Heart Out Annie
- 1958: Shoo-Sue / Story Telling Baby